# Tshekedi Khama
Tshekedi Stanford Khama (* 9. Juni 1958 in Serowe; auch Tshekedi Khama II) ist ein Politiker der Botswana Patriotic Front (BPF). 

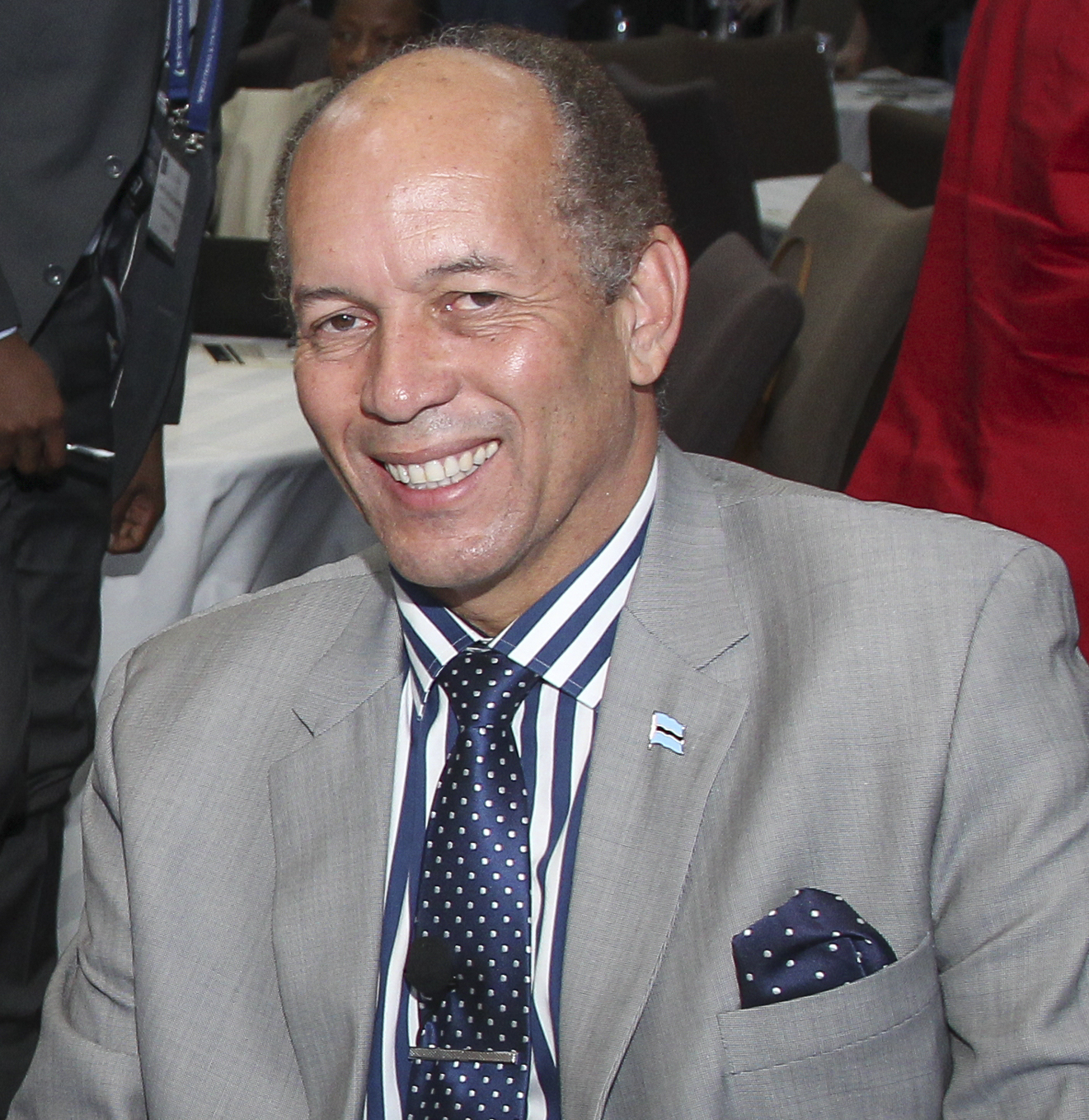
Tshekedi Khama (2018)

Bis 2019 gehörte er der Regierungspartei Botswana Democratic Party an. Von 2008 bis 2018 war er für die BDP Minister of Environment, Conservation, National Resources and Tourism, anschließend war er Minister for Youth Empowerment, Sports and Culture. Seine Eltern waren Sir Seretse Khama, der als erster politischen Führer des Landes nach der Unabhängigkeit von 1966 bis 1980 Präsident war, und Ruth Williams Khama, sein Bruder ist der ehemalige Präsident Ian Khama.

## Leben
Tshekedi Khama wurde als viertes und letztes Kind von Seretse und Ruth Williams Khama im damaligen Bechuanaland geboren. Er erwarb am Institute of Development ein Diplom in Management. 2008 wurde er zum ersten Mal im Wahlkreis Serowe West für die Regierungspartei BDP in die Nationalversammlung gewählt. 2012 ernannte ihn sein Bruder Ian Khama zum Minister of Environment, Conservation, National Resources and Tourism (etwa: „Minister für Umwelt, Erhaltung, nationale Ressourcen und Tourismus“). 2014 wurde er als Abgeordneter wiedergewählt.
Im Dezember 2018 wies ihm der neugewählte Präsident Mokgweetsi Masisi das Ressort Youth Empowerment, Sports and Culture (etwa: „Jugendförderung, Sport und Kultur“) zu, was als Degradierung gesehen wurde. Zuvor hatte Khama Masisi offen für dessen Pläne angegriffen, die Jagd auf Elefanten wiedereinzuführen. Khama ist auch Mitglied des Tierschutzstiftung Tlhokomela Wildlife Trust.
Im Vorfeld der Parlamentswahl 2019 trat Khama der von seinem Bruder unterstützten neuen Partei Botswana Patriotic Front bei. Damit verlor er sein Ministeramt.
Er ist mit Thea Khama verheiratet, die sich wie ihr Mann für Elefanten und andere Wildtiere in Botswana einsetzt. Das Paar hat zwei Kinder.

## Sonstiges
- Tshekedi Khama (1905–1959) war ein Großonkel von Tshekedi Khama. Er war zeitweilig Regent der Bamangwato.